# یواس‌اس پلیموث (۱۸۴۴)
یواس‌اس پلیموث (۱۸۴۴) (به انگلیسی: USS Plymouth (1844)) یک کشتی بود که طول آن ۱۴۷ فوت (۴۵ متر) بود. این کشتی در سال ۱۸۴۴ ساخته شد.